# Covide
Covide ist eine Gemeinde im Norden Portugals.
Covide gehört zum Kreis Terras de Bouro im Distrikt Braga, besitzt eine Fläche von 18,1 km² und hat 273 Einwohner (Stand 19. April 2021). 